# 熱血!オヤジバトル
『熱血!オヤジバトル』（ねっけつ オヤジバトル）は、NHK福岡放送局とNHKプラネット九州総支社が主催・制作し、1997年から2014年度まで年1回開催されていた、中高年によるアマチュアバンドコンテストで、その模様が主にNHK総合テレビで放送されていた音楽番組である。

## 概要
平均年齢40歳以上のバンドを対象とした新しい形のアマチュアバンドコンテストとして、1997年8月17日に第1回を開催。以後毎年多数の出場応募が寄せられており、ジャンルもロック・フォーク・ハワイアンなど多岐にわたった。
本大会では、テープ審査などを経て8組のバンドが決戦大会（本選）に出場し、グランプリを競うものであった。
シャ乱Q、大事MANブラザーズバンド、ポルノグラフィティなどのちにJ-POPシーンを賑す若手人気バンドを輩出した『BSヤングバトル』が若年層のバンドが多く出場したのとは対照的にこちらは中高年だけで結成されたバンドが出場する、いわば「オヤジの音楽甲子園」とも称された。
放送は基本的に総合テレビで放送。まず東日本・中日本・西日本の3ブロック予選をブロックエリア内の総合テレビで放送し、後日、決戦ライブを総合テレビの深夜枠で全国放送。決選ライブ放送当日は事前に関連番組も放送されていた。
なお、以前は主に総合テレビ（九州地区ローカル）及びBS2（現：BSプレミアム）での放送で、後日、全国各地の総合テレビで順次放送されていた。ただし2007年の第11回については突発ニュースなどによりローカル枠が取れず、総合テレビでも全国一斉ネット放送のみであった。
2012年（第15回）まで決戦大会は福岡サンパレスで行われていたが、2013年（第16回）は会場を久留米市民会館、そして2014年（第17回）から2年間は北九州ソレイユホールにて開催された。
なお、2015年度からは開催されなくなり（詳細は不明）、事実上2015年（第18回）をもって『オヤジバトル』は18年の歴史に幕を下ろした。

## 司会者
- 松尾貴史 - 第1回から担当。
- 清水ミチコ
- 博多華丸・大吉
- ガレッジセール
- 三輪秀香（NHK福岡放送局アナウンサー、当時）[注 1]
- 雨宮萌果（NHK福岡放送局アナウンサー、当時）
- 眞鍋かをり

## 審査員
- 萩原健太（審査委員長、毎年出演）
- 近田春夫（毎年出演）
- 各年度ゲストミュージシャン（開催記録を参照）

ほか

## エントリーブロック
- 東日本ブロック - 北海道、東北、関東、甲信越
- 中日本ブロック - 中部（東海・北陸）、近畿
- 西日本ブロック - 中国、四国、九州・沖縄

## 審査の流れ
1. ブロック審査
  1. 東日本・中日本・西日本3ブロックによる出場エントリー受付（ブロックごとに応募締め切りが異なる）。
  2. 第1次審査（テープ・書類審査）
  3. ネット投票（第1次審査通過の中からインターネットによる投票を実施、最終的に1組を選出）⇒決選ライブ出場バンド3組（各ブロックから1組）が決定
  4. NHK審査枠（敗者復活枠。ネット投票の落選の中から、NHKスタッフによる審査で出場組を決定）⇒決選ライブ出場バンドが追加決定、出場全組が決定
2. 決戦ライブ

## 開催記録
出場バンド、都道府県名などは当時のものである。

### 第1回
- 開催日：1997年8月17日
- 応募総数：147組
- グランプリ：インスタントグルーヴ（福岡県）

### 第2回
この回から審査員特別賞が設けられた。
- 開催日：1998年10月25日
- 応募総数：96組（歴代最少）
- グランプリ：SSカンパニー（沖縄県）
- 審査員特別賞：BluesPower（山口県）

### 第3回
審査員特別賞が2分割された。
- 開催日：1999年10月24日
- 応募総数：112組
- グランプリ：CAT FISH（福岡県）
- ベストパフォーマンス賞：スーターズ（沖縄県）
- ベストオヤジ賞：上鍋賢一（Dead Stock／鹿児島県）

### 第4回
- 開催日：2000年9月10日
- 応募総数：99組
- グランプリ：バロンむつバンド（鹿児島県）
- ベストパフォーマンス賞：TOWN（長崎県）
- ベストオヤジ賞：稲永順一（花丘ベンチャーズ／長崎県）

### 第5回
この回から審査員特別賞がベストパフォーマンス賞に替わる形で復活。
- 開催日：2001年9月16日
- ゲスト：ミッキー吉野&柳ジョージスペシャルバンド
- 応募総数：226組
- グランプリ：ワイルドハンズ（兵庫県）
- 審査員特別賞：アンサンブル四季（福島県）、TheGreenClubHustle2（福岡県）
- ベストオヤジ賞：田中実（ラ・エスカルゴ／東京都）

### 第6回
- 開催日：2002年12月8日
- ゲスト：シーナ&ザ・ロケッツ
- 応募総数：193組
- グランプリ：INSTANT GROOVE（福岡県）
- 審査員特別賞：シュガーオントップ（大阪府）、シーサーバンド（沖縄県）
- ベストオヤジ賞：江川義幸（ゆうゆう・アンサンブル・エコー／福岡県）

### 第7回
- 開催日：2003年10月5日
- ゲスト：寺内タケシとブルージーンズ
- 応募総数：179組
- グランプリ：海その愛バンド（福岡県）
- 審査員特別賞：ドス・トリオ・モレーノス（三重県）
- ベストオヤジ賞：谷口良一（サミット／宮崎県）

### 第8回
- 開催日：2004年9月26日
- ゲスト：ムッシュかまやつ
- 応募総数：237組
- グランプリ：バンジョーストンパーズ（神奈川県）
- 審査員特別賞：エルビスグラス（福岡県）
- ベストオヤジ賞：楠瀬隆之（JUST FRIENDS／東京都）

### 第9回
- 開催日：2005年9月9日
- ゲスト：つのだ☆ひろと熱血バンド
- 応募総数：190組
- グランプリ：ファンク.ステーション（長崎県）
- 審査員特別賞：アルベルト秋田とノーチェ・シブーヤ（東京都）
- ベストオヤジ賞：宮本通弘（Native Soul Brothers／宮崎県）

### 第10回
- 開催日：2006年12月8日
- ゲスト：ゴダイゴ
- 応募総数：233組
- グランプリ：UMPC（牛深ミュージックプレイヤーズクラブ、熊本県）
- 審査員特別賞：THE FOREVER FOUR（東京都）
- ベストオヤジ賞：西村賢三（KENZO爺とヘルパーズ／大阪府）

### 第11回
- 開催日：2007年10月5日
- ゲスト：もんたよしのり（歌唱付き）、熊田曜子（審査のみ）
- 応募総数：194組
- グランプリ：すろーらいだーず（兵庫県）
- 審査員特別賞：とらのあな（北海道）
- ベストオヤジ賞：高木省吉（メイドインジャパン／岐阜県）

特記事項
- 総合テレビの放送は11月23日の全国ネットのみであった（九州ローカルの放送は無かった）。
- 出場バンドの地元局アナウンサー・キャスターがそれぞれのバンドの応援団長を務めたが、なぜかメンバーがベストオヤジ賞を獲得した岐阜だけが男性で県人の清水・熊田に突っ込まれた。また応援団長のPRも、審査に微妙な影響を与えた。
  - 高木春菜（旭川）
  - 多田香織（千葉）
  - 橋本奈穂子（名古屋）
  - 宮崎大地（岐阜）
  - 光森彩湖（神戸）
  - 古賀千尋（福岡、現在はフリー）
  - 毛利千亜樹（熊本、現『ニューステラス関西』リポーター）
  - 藤井まどか（鹿児島）

### 第12回
- 開催日：2009年1月31日（諸事情により、例年よりも遅くなっている）
- ゲスト：STARDUST REVUE（ライブ有、根本要は審査も担当）、安田美沙子（審査のみ）
- 応募総数：200組
- グランプリ：五番通（北海道）
- 審査員特別賞：ボヘミアン・ブラザーズ（熊本県）
- ベストオヤジ賞：伊崎行雄（RedZinger／青森県）

放送日時
- 総合テレビ：2009年3月29日 23:10 - 24:39（全国放送）
- BS2：2009年4月12日 13:00 - 14:29

関連番組
『第12回 熱血!オヤジバトル 増刊号!!〜STARDUST REVUE スペシャルライブ』
- 放送日時：2009年3月15日 0:30 - 0:54、総合テレビ
- 再放送：2009年3月27日 1:40 - 2:04、総合テレビ（近畿地方は別番組のため放送なし）

第12回にゲスト出演したSTARDUST REVUEのゲストライブの模様を本放送内で1曲しか紹介できない関係上、急遽特別番組を製作しスペシャルライブの模様を余すところなく放送した。

### 第13回
- 開催日：2010年2月7日
- ゲストミュージシャン：THE ALFEE（ライブ有、坂崎幸之助は審査も担当）
- ゲスト審査員：安田美沙子、熊田曜子
- 応募総数：437組（歴代最多）
- グランプリ：1960（東京都／関東甲信越）
- 審査員特別賞：CRAFTY（愛知県／中部）
- ベストオヤジ賞：山崎祐二（BLACK DOG（北海道ブロック）ボーカル）

決戦ライブ放送日時
総合テレビ：2010年3月21日 23:00 - 24:29（全国放送）
関連番組
『別冊版・THE ALFEE スペシャルライブ』
総合テレビ：2010年3月20日 1:25 - 1:59
特記事項
この回から各地域代表による勝負へと変更された。地域区分と予選担当局は次の通り。
- 北海道（札幌）
- 東北（仙台）
- 関東甲信越（本部・首都圏センター）
- 東海北陸（名古屋）
- 関西（大阪）
- 中国・四国（広島）
- 九州・沖縄（福岡直轄）

九州・沖縄だけが本選を制作する福岡スタッフによる直接審査で、ほかは各地域の音楽担当による審査である。各地区ごとにテープ事前審査が行われ、選ばれた6組が地区予選を戦い、各地区の優勝バンドは自動的に決戦ライブへ出場。また、各地区の準優勝バンドから敗者復活枠が設定され、“ホーム”九州・沖縄ブロックの準優勝バンドがインターネット投票で1位を獲得し決戦に進んだ。
各地区予選は決戦ライブ前日に地元分が放送されたほか、3月16日から18日まで（北から各日2ブロックずつ）、20日（九州・沖縄）未明（前日深夜）に総合テレビで全国放送された。
地区予選・アルフィーライブ・決戦全ては、この回から初めてNHKワールド・プレミアムでも事後放送された。

### 第14回
- 開催日：2011年2月13日
- ゲストミュージシャン：世良公則
- ゲスト審査員：熊田曜子
- 応募総数：399組（3ブロック合計）
- グランプリ：カマンベール（徳島県）
- 準グランプリ：渡辺よしゆき&Co.（北海道）
- ベストオヤジ賞：原拓也（Sunday Night／静岡県）

決戦ライブ放送日時
総合テレビ：2011年4月16日 23:35 - 25:05（全国放送）
NHKワールド・プレミアム：2011年5月8日 16:00 - 17:30（日本時間）
関連番組
『別冊版・世良公則スペシャルライブ』
総合テレビ：2011年4月16日 15:05 - 15:29（全国放送）
NHKワールド・プレミアム：2011年5月1日 11:35 - 11:59（日本時間）
特記事項
第14回からは地区予選を3ブロックに整理・統合、ブロック予選方式となった（後述）。また、ブロック予選制度に加えて日本を飛び出し「アジア枠」が新たに設けられ、韓国語によるエントリーシステムが整えられた。
なお、決戦ライブの模様は当初3月20日深夜に放送する予定だったが、東日本大震災の関連ニュースが放送された関係により、1か月遅れでの放送となった。また、決選ライブ放送前の3月中旬に総合テレビ深夜枠にて放送予定だった3ブロック集中編成は、震災関連のニュース終夜編成のため中止となった。

#### ブロック予選
この回、前回から導入された地区予選はさらに整理・統合され、「東日本」「中日本」「西日本」の3ブロックになった。またこれに伴い選抜方法も変わり、各ブロック予選に出場するバンドはNHKスタッフによる審査に加え、前回導入されたネット投票による審査はこのレベルで実施され、これらを総合してブロック予選出場バンドを決めた。
なお、東日本ブロックでは近田春夫、中日本・西日本では萩原健太が代表して審査員を担当した。
東日本ブロック
- 開催日：2010年12月26日、仙台国際センター大ホール
- 放送日時：2011年2月11日 13:05 - 14:18（総合テレビ、北海道・東北・関東甲信越地方）
- 司会：スピードワゴン、寺門亜衣子（山形放送局）
- ゲスト：海援隊（ライブ有、武田鉄矢は審査も担当）、熊田曜子（審査のみ）
- 応募総数：174組

中日本ブロック
- 開催日：2010年12月12日、NHK大阪放送局T-2スタジオ
- 放送日時：2011年2月11日 13:05 - 14:18（総合テレビ、東海・北陸・近畿地方）
- 司会：トータルテンボス、杉浦友紀（名古屋放送局）
- ゲスト：泉谷しげる（ライブ有）、安めぐみ（審査のみ）
- 応募総数：117組

西日本ブロック
- 開催日：2010年12月5日、春日市ふれあい文化センター（福岡県春日市）
- 放送日時：2011年2月11日 13:05 - 14:18（総合テレビ、中国・四国・九州・沖縄地方）
- 司会：博多華丸・大吉、渡邊佐和子（福岡放送局）
- ゲスト：中村あゆみ（ライブ有）、石川梨華（審査のみ）
- 応募総数：108組

### 第15回
- 開催日：2012年2月12日
- ゲストミュージシャン：広瀬香美
- ゲスト審査員：スザンヌ
- 応募総数：331組
- グランプリ：まぶらい（西日本ブロック／鹿児島県）
- 準グランプリ：Q10Fighters（中日本ブロック／岐阜県）
- ベストオヤジ賞：峰本五郎（☆RRB☆／福岡県）

決戦ライブ放送日時
総合テレビ：2012年3月24日（23日深夜）0:55 - 2:08（全国放送）

### 第16回
- 開催日：2013年3月3日、久留米市民会館（福岡県久留米市）
- ゲストミュージシャン：デーモン閣下
- ゲスト審査員：吉木りさ
- 応募総数：249組
- グランプリ：風西鶴（東日本ブロック／青森県）※ネット投票1位
- 準グランプリ：泥酔シスターズ楽団（中日本ブロック／兵庫県）※NHK審査枠
- ベストオヤジ賞：小泉真佐（E・SKALATORS／東京都）

決戦ライブ放送日時
総合テレビ：2013年3月24日深夜（3月25日午前）0:10 - 1:25（全国放送）

### 第17回
- 開催日：2014年2月23日、北九州ソレイユホール（福岡県北九州市）[1]
- ゲストミュージシャン：STARDUST REVUE[1][2]
- ゲスト審査員：SHELLY[2]
- 応募総数：235組[1]
- グランプリ：酔2（西日本ブロック／鹿児島県）[1][2]
- 準グランプリ：五人兄弟（東日本ブロック／宮城県）[1][2]
- ベストオヤジ賞：藤田久美子（アジとサバ／大阪府）[1][2]

決戦ライブ放送日時
総合テレビ：2014年4月4日深夜（4月5日午前）0:10 - 1:25（全国放送）

### 第18回
この年をもって『オヤジバトル』は18年の歴史に幕を下ろした。
- 開催日：2015年2月15日、北九州ソレイユホール（福岡県北九州市）
- ゲストミュージシャン：サンプラザ中野くん
- ゲスト審査員：マーティ・フリードマン、橋本環奈（Rev. from DVL）
- 客席リポーター：武藤麻美（NHK福岡放送局キャスター）
- グランプリ：ラモーン部（西日本ブロック／岡山県）
- 準グランプリ：PEeb（東日本ブロック／北海道）
- ベストオヤジ賞：菊池秀成（ジ・オイッス／岩手県）

決戦ライブ放送日時
総合テレビ：2015年3月1日 16:15-17:25（全国放送）

## スペシャルドラマ『オヤジバトル!』
2011年、この年のNHK福岡発地域ドラマとして『オヤジバトル!』というスペシャルドラマが、NHK北九州放送局開局80周年を記念して製作された。文字通りこの『熱血!オヤジバトル』への参加を目指した熱血中年たちの奮闘を描いた作品である。ドラマの舞台は北九州市若松区である。
また、制作当時の仮タイトルは「オヤジになる。」であった。
放送波・放送日時
- NHK総合（九州・沖縄ブロックローカル）
  - 2011年12月9日（金曜日）19:30-20:43
  - 2012年3月20日（火曜日）8:20-9:33（再放送）
  - 2012年12月1日（土曜日）10:05-10:48（再放送）[注 4]
- NHK BSプレミアム
  - 2012年2月11日（土曜日）16:30-17:43
  - 2012年5月20日（日曜日）12:00-13:13（再放送）
- NHK総合（全国）、2012年3月16日（金曜日）深夜（3月17日午前）0:15-1:28

キャスト
- 前田敏之（43）：筧利夫
- 前田靖子（43）：飯島直子
- 前田うらら（9）：古田瑞貴
- ゴンゾー先輩（45）：今井雅之
- 健一（43）：芋洗坂係長
- 稔（43）：岡本啓
- マリア（30）：林さやか

ほか
スタッフ
- 作：羽原大介

ほか